# Koopman Peak
Koopman Peak är en bergstopp i Antarktis. Den ligger i Västantarktis. Inget land gör anspråk på området. Toppen på Koopman Peak är 2 200 meter över havet, eller 620 meter över den omgivande terrängen. Bredden vid basen är 5,9 km.
Terrängen runt Koopman Peak är varierad. Trakten är obefolkad. Det finns inga samhällen i närheten. 